# 프라이빗 뱅킹
프라이빗 뱅킹(private banking)은 은행들이 높은 수준의 소득이나 상당한 자산을 보유하고 있는 큰 개인 고객(HNWI)에게 제공하는 뱅킹, 투자, 기타 금융 서비스이다. "프라이빗"이라는 용어는 더 개인적인 기반의 고객 서비스를 가리킨다. 법인화되지 않은 은행 기관을 의미하는 개인 은행을 가리키지는 않는다.
프라이빗 뱅킹은 자산 관리의 더 특별한 부분집합을 형성한다.

## 프라이빗 뱅킹 순위
2016년 유로머니의 연간 프라이빗 뱅킹 및 자산 관리 순위는 관리 중인 자산(AUM), 순소득, 순 신규 자산 등의 요인을 고려한다. AUM의 경우 14.4조 달러로 보고되었다.
2016년 전반 최고의 프라이빗 뱅킹 서비스(Best private banking services overall 2016)이다. 이 표는 프라이빗 뱅킹 순위의 한 분류의 결과를 보여주고 있다.
| 회사            | 2019년 순위 | 2018년 순위 | 2016년 순위 | 2015년 순위 |
| --------------- | ----------- | ----------- | ----------- | ----------- |
| UBS             | 1           | 1           | 1           | 2           |
| 크레디트 스위스 | 2           | 3           | 2           | 3           |
| JP모간 체이스   | 3           | 2           | 3           | 1           |
| 시티그룹        | 5           | 5           | 4           | 4           |
| BNP 파리바      | 4           | 7           | 5           | 8           |
| 도이치은행      | 11          | 12          | 6           | 6           |
| Julius Baer     | 7           | 4           | 7           | 9           |
| HSBC            | 10          | 8           | 8           | 5           |
| Pictet          | 8           | 6           | 9           | 10          |
| 골드만삭스      | 9           | 9           | 10          | 7           |

UBS는 유로머니의 "2016년 전반 최고의 프라이빗 뱅킹 서비스" 조사에서 1위를 차지했다.
같은 조사의 2019년, 2018년 순위 결과 또한 UBS가 1위를 차지했다.

### 규모
2016년 기준으로 AUM 관점에서 세계 25대 개인 은행(프라이빗 뱅킹 부문)은 다음과 같다:
| 은행 | 은행                                                       | 국가           | AUM (US$bn) |
| ---- | ---------------------------------------------------------- | -------------- | ----------- |
| 1    | UBS 자산 관리                                              | 스위스         | 1,737.5     |
| 2    | 뉴욕멜론은행 자산 관리                                     | 미국           | 1600.0      |
| 3    | 뱅크 오브 아메리카 Global Wealth and Investment Management | 미국           | 1,444.8     |
| 4    | 모건 스탠리 자산 관리                                      | 미국           | 1,439.4     |
| 5    | 크레디트 스위스 Private Banking & Wealth Management        | 스위스         | 687.3       |
| 6    | RBC 자산 관리                                              | 캐나다         | 620.9       |
| 7    | 시티 프라이빗 뱅크                                         | 미국           | 508.5       |
| 8    | J.P. Morgan & Co.                                          | 미국           | 437.0       |
| 9    | 골드만 삭스 Private Wealth Management                      | 미국           | 369.0       |
| 10   | BNP 파리바 자산 관리                                       | 프랑스         | 357.3       |
| 11   | 도이치 Asset & Wealth Management                           | 독일           | 311.4       |
| 12   | Julius Baer Group                                          | 스위스         | 297.5       |
| 13   | BMO 자산 관리                                              | 캐나다         | 287.0       |
| 14   | HSBC 프라이빗 뱅크                                         | 영국           | 261.0       |
| 15   | Pictet 자산 관리                                           | 스위스         | 239.2       |
| 16   | Northern Trust 자산 관리                                   | 미국           | 227.3       |
| 17   | 웰스 파고 자산 관리                                        | 미국           | 225.0       |
| 18   | ABN AMRO 프라이빗 뱅킹                                     | 네덜란드       | 217.4       |
| 19   | 산탄데르 프라이빗 뱅킹                                     | 스페인         | 204.8       |
| 20   | Bank J. Safra Sarasin                                      | 스위스         | 194.2       |
| 21   | China Merchants Bank                                       | 중화인민공화국 | 192.9       |
| 22   | Credit Agricole Private Banking                            | 프랑스         | 165.0       |
| 23   | 중국공상은행                                               | 중화인민공화국 | 154.1       |
| 24   | Lombard Odier Private clients                              | 스위스         | 133.6       |
| 25   | CIC                                                        | 프랑스         | 133.3       |